# 奥雷利娅别墅
奥雷利娅別墅（義大利語：Villa Aurelia）是一座历史悠久的新艺术运动風格的别墅，位于意大利科莫湖畔的列纳古村落。

## 历史
奥雷利娅別墅，也因其建筑师的名字而被称为贝萨纳别墅（Villa Besana），建于1921年。
在过去的20年里，有几位国际人士试图购买奥雷利娅別墅，但都没有成功，其中就包括席維斯·史特龍和乔治·克鲁尼。據說克鲁尼试图在2018年以超过1.1亿美元的價格收購，但他的出价被建築主人拒绝了，他们认为乔治克鲁尼出價太低。

### 公园

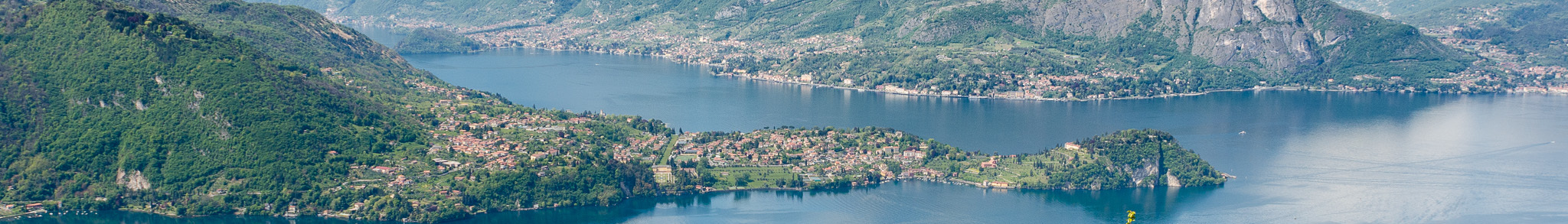
贝拉焦

别墅位於一個大公园附近，沿湖有两个码头。

## 延展阅读
- Aurelio Goretti, Lierna. Un paese tra lago e monti, 2001